# De Vlaamsche Vlagge
De Vlaamsche Vlagge was een tijdschrift van de West-Vlaamse studentenbeweging dat verscheen van 1875 tot 1933.

## Geschiedenis
Met Nieuwjaar 1875 verscheen een Almanak voor de leerende jeugd van Vlaanderen, die een succes werd. Daarop besloot de Westvlaamsche Gilde een scholierentijdschrift uit te geven, waarvan het eerste nummer met Pasen 1875 verscheen. Het werd De Vlaamsche Vlagge, dat het orgaan werd van wat men de Blauwvoeterij is gaan noemen.
De eerste gangmakers waren Amaat Vyncke en Zeger Maelfait, seminaristen van het Grootseminarie van Brugge en oud-studenten van het Klein Seminarie te Roeselare, kort daarop versterkt met priester-leraars van dit Klein Seminarie o.a.Hugo Verriest, Jozef Axters en Alfons Van Hee.
Vanaf 1876 werden enkele jongeren in de redactieraad opgenomen, zoals Albrecht Rodenbach. Tot in 1891 bleef het blad de eigendom van de Swighende Eede, een groepje West-Vlamingen rond Hugo Verriest. Het blad was invloedrijk in de rooms-katholieke studentenbeweging.
Het tijdschrift hield op te bestaan in 1933.